# Evgeny Golod
Evgeny Solomonovich Golod, né le 21 octobre 1935, à Moscou et mort le 5 juillet 2018 est un mathématicien soviétique, puis russe, spécialiste d’algèbre et de géométrie algébrique.

## Biographie
En 1953, Golod obtint la médaille d'or d'une école de la ville d'Ivanovo et entre à la faculté de mécanique et de mathématiques de l’université d'État de Moscou. Il assiste dès la première année au séminaire d’Igor Chafarevitch et commence à travailler avec lui.
Après avoir obtenu son diplôme de l'université, Golod continue des études de troisième cycle à la même faculté, obtenant une thèse intitulée « Sur l'homologie des groupes p-finis et des anneaux locaux ». Il enseigne ensuite pendant plusieurs années à l'institut du textile. À partir de 1961, à l'invitation de Aleksandr Kurosh, il travaille au département d'algèbre de la faculté de mécanique et de mathématiques de l'université d'État de Moscou. En 1999, il soutient sa thèse d’état, « Complexe de Chafarevitch et ses applications ». En 2000, il est nommé professeur dans le même département.

## Travaux
Les recherches de E. S. Golod touchent principalement à l'algèbre commutative et homologique. Il a en particulier construit le premier exemple d'une nilalgèbre de type fini non nilpotente et s’est intéressé à la caractérisation de l'homologie d'intersections complètes non commutatives. Un de ses résultats les plus fameux, en collaboration avec Chafarevitch, est la construction de corps de nombres dont la tour des corps de classes est infinie.
Membre de comités de rédaction de plusieurs revues scientifiques, Golod a aussi encadré plusieurs doctorants, dont Luchezar L. Avramov et Wadim Schechtman, maintenant professeur à l’université Toulouse-III-Paul-Sabatier.